# X Brygada Jazdy
X Brygada Jazdy (X BJ) – wielka jednostka kawalerii Wojska Polskiego II RP.

## Historia brygady
X Brygada Jazdy została sformowana w 1921 roku. Siedziba dowództwa i sztabu mieściła się w garnizonie Przemyśl. Brygada podlegała dowódcy Okręgu Generalnego „Kielce”, a od 15 listopada 1921 roku – dowódcy Okręgu Korpusu Nr X w Przemyślu. Z dniem 20 października 1921 roku została rozwiązana komisja gospodarcza X Brygady Jazdy w Przemyślu, jako nie przewidziana etatem, a Dowództwo X BJ zostało przydzielone do komisji gospodarczej 22 pułku ułanów.
W 1924 została przemianowana na X Brygadę Kawalerii i podporządkowana dowódcy 4 Dywizji Kawalerii. 10 dywizjon artylerii konnej podporządkowany został dowódcy artylerii konnej 4 DK, płk Antoniemu Heinrich. Ze składu brygady ubył także 24 pułk ułanów, który włączony został do nowo powstałej XVII Brygady Kawalerii. W 1930, po rozwiązaniu 4 DK, przemianowana została na samodzielną 10 Brygadę Kawalerii, a w 1937 przeformowana w oddział pancerno-motorowy z zachowaniem dotychczasowej nazwy.

## Obsada personalna Dowództwa X BJ
- dowódca brygady - płk kaw. Adam Kiciński
- szef sztabu - rtm. Józef Pająk
- adiutant brygady - por. 22 puł Bolesław Zakrzewski (od 10 XI 1921[3])

## Organizacja pokojowa
W 1923:
- dowództwo X Brygady Jazdy w Przemyślu
- 20 pułk ułanów im. Króla Jana III Sobieskiego
- 22 pułk Ułanów Podkarpackich
- 24 pułk ułanów
- 10 dywizjon artylerii konnej